# Laine MacNeil
Laine MacNeil (* 1996 in Vancouver, British Columbia) ist eine kanadische Schauspielerin, die vor allem durch ihre Rolle der Patty Farrell in den Verfilmungen der Buchreihe Gregs Tagebuch internationale Bekanntheit erlangte.

## Leben und Karriere
Die in Vancouver, an der Westküste Kanadas, geborene und aufgewachsene Laine MacNeil begann ihre Schauspielkarriere noch in jungen Jahren, wobei sie in ihrer ersten nennenswerten Filmproduktion gleich in einer nicht unwesentlichen Nebenrolle zu sehen war. In Mr. Troop Mom – Das verrückte Feriencamp mit Allround-Talent George Lopez aus dem Jahr 2009 hatte sie die Rolle der Kayla inne. Bereits im darauffolgenden Jahr kam die junge Nachwuchsschauspielerin zu ihrem großen internationalen Durchbruch, als sie bereits Monate zuvor in die Rolle der Patty Farrell in der ersten Verfilmung der erfolgreichen Buchreihe Gregs Tagebuch gecastet wurde. In Gregs Tagebuch – Von Idioten umzingelt!, so der erste Teil der Verfilmung, bekam unter anderem auch ihr älterer Bruder Donnie seine erste nennenswerte Rolle im Film- und Fernsehgeschäft; er mimte den Charakter Wade.
Für ihre Leistung im Film wurde die junge Kanadierin gleich mehrfach ausgezeichnet und geehrt. So erhielt sie unter anderem bei der Verleihung der Young Artist Awards 2011 eine Nominierung für einen Young Artist Award in der Kategorie „Best Performance in a Feature Film – Supporting Young Actress“. Zudem wurde sie mit dem Cast von Gregs Tagebuch – Von Idioten umzingelt!, bestehend aus Chloë Moretz, Karan Brar, Robert Capron, Grayson Russell, Zachary Gordon, Devon Bostick und Alex Ferris, bei derselben Verleihung mit einem Young Artist Award in der Kategorie „Best Performance in a Feature Film – Young Ensemble Cast“ ausgezeichnet.
2011 folgten für MacNeil zahlreiche weitere Auftritte, darunter ein Gastauftritt in der nur kurzlebigen kanadischen Polizeiserie Shattered. Außerdem übernahm sie im 2011 veröffentlichten zweiten Teil der Verfilmung, Gregs Tagebuch 2 – Gibt’s Probleme?, erneut die Rolle der Patty Farrell und war zusätzlich noch in einer Gastrolle in der Serie R. L. Stine’s The Haunting Hour zu sehen. Nach diesen Engagements war MacNeil im Folgejahr erneut stark bei den Young Artist Awards vertreten. So erhielt sie bei der Vergabe der Young Artist Awards 2012 eine Nominierung in der Kategorie „Best Performance in a TV Series – Guest Starring Young Actress 14–16“ für ihre Leistung in Shattered und wurde zusätzlich noch mit einem Young Artist Award in der Kategorie „Best Performance in a Feature Film – Supporting Young Actress“ für ihr Engagement in Gregs Tagebuch 2 – Gibt’s Probleme? ausgezeichnet. Im gleichen Jahr wurde auch ihr Bruder Donnie für eine Gastrolle in einer Episode der kanadischen Serie Hiccups nominiert. Im Jahr 2012 kamen für MacNeil noch eine weitere Gastrolle in R.L. Stine’s The Haunting Hour hinzu und zusätzlich hatte sie auch einen Auftritt in einer Folge von Falling Skies. Außerdem spielte sie in diesem Jahr eine Nebenrolle in Norman Buckleys Filmregiedebüt The Pregnancy Project und kehrte in Gregs Tagebuch 3 – Ich war’s nicht!, dem dritten Teil der erfolgreichen Filmreihe, der am 3. August 2012 seine Premiere feierte, erneut in die Rolle des rothaarigen Nerds Patty Farrell.

## Filmografie
Filme
- 2009: Mr. Troop Mom – Das verrückte Feriencamp (Mr. Troop Mom)
- 2010: Gregs Tagebuch – Von Idioten umzingelt! (Diary of a Wimpy Kid)
- 2011: Gregs Tagebuch 2 – Gibt’s Probleme? (Diary of a Wimpy Kid: Rodrick Rules)
- 2012: The Pregnancy Project
- 2012: Gregs Tagebuch 3 – Ich war’s nicht! (Diary of a Wimpy Kid: Dog Days)
- 2013: Horns
- 2020: Zerplatzt (Spontaneous)

Fernsehserien
- 2011: Shattered (1 Episode)
- 2011, 2013: R. L. Stine’s The Haunting Hour (2 Episoden)
- 2012: Falling Skies (1 Episode)
- 2014: Motive (1 Episode)
- 2016–2017: You Me Her (15 Episoden)

## Auszeichnungen und Nominierungen
| Tabellarische Übersicht der Auszeichnungen und Nominierungen | Tabellarische Übersicht der Auszeichnungen und Nominierungen | Tabellarische Übersicht der Auszeichnungen und Nominierungen | Tabellarische Übersicht der Auszeichnungen und Nominierungen | Tabellarische Übersicht der Auszeichnungen und Nominierungen |
| Jahr                                                         | Auszeichnung                                                 | Für                                                          | Kategorie | Resultat                                                     |
| ------------------------------------------------------------ | ------------------------------------------------------------ | ------------------------------------------------------------ | --- | ------------------------------------------------------------ |
| 2011                                                         | Young Artist Award                                           | Gregs Tagebuch – Von Idioten umzingelt!                      | Best Performance in a Feature Film – Supporting Young Actress | Nominiert                                                    |
| 2011                                                         | Young Artist Award                                           | Gregs Tagebuch – Von Idioten umzingelt!                      | Best Performance in a Feature Film – Young Ensemble Cast (zusammen mit Chloë Grace Moretz, Karan Brar, Robert Capron, Grayson Russell, Zachary Gordon, Devon Bostick und Alex Ferris)       | Gewonnen                                                     |
| 2012                                                         | Young Artist Award                                           | Gregs Tagebuch 2 – Gibt’s Probleme?                          | Best Performance in a Feature Film – Supporting Young Actress | Gewonnen                                                     |
| 2012                                                         | Young Artist Award                                           | Shattered                                                    | Best Performance in a TV Series – Guest Starring Young Actress 14–16 | Nominiert                                                    |
| 2013                                                         | Young Artist Award                                           | Gregs Tagebuch 3 – Ich war’s nicht!                          | Best Performance in a Feature Film – Supporting Young Actress | Nominiert                                                    |
| 2013                                                         | Young Artist Award                                           | Gregs Tagebuch 3 – Ich war’s nicht!                          | Best Performance in a Feature Film – Young Ensemble Cast (zusammen mit Zachary Gordon, Robert Capron, Peyton List, Karan Brar, Connor und Owen Fielding, Devon Bostick und Grayson Russell) | Gewonnen                                                     |